# Sigma-Aldrich
Die Firma Sigma-Aldrich ist ein US-amerikanischer Hersteller und Händler von chemischen, biochemischen und pharmazeutischen Forschungsmaterialien und eine Tochtergesellschaft der deutschen Merck KGaA.

## Chronologie
Die Firma Aldrich war 1951 vom österreichischen Chemiker Alfred Bader in den USA gegründet worden. Das Startkapital stammte aus seiner Tätigkeit als Forschungschemiker bei PPG. Er belieferte Universitäten und Forschungseinrichtungen mit (hochspezialisierten) Chemikalien und Glasapparaturen. Der Hauptsitz des Konzerns befindet sich in St. Louis, Vereinigte Staaten. In Deutschland wurde von seiner Zentrale in Steinheim der europäische Markt beliefert. Seit 1968 erscheint die kostenlose Fachzeitschrift Aldrichimica Acta, um auf neue Aldrich-Produkte und deren besondere Bedeutung in der chemischen Forschung hinzuweisen.
Alfred Bader gründete 1962 mit der Firma Metal Hydrides Inc. die anorganische Spezialitätenfirma Alfa Inorganics – als 50:50 joint-venture. Aldrich fusionierte 1975 mit der amerikanischen Firma Sigma, einem bekannten Hersteller für biochemische Materialien mit einer deutschen Zentrale in Taufkirchen. Sigma-Aldrich behielt aus strategischen Gründen die Einzelfirmennamen bei. 1989 übernahm Sigma-Aldrich den Schweizer Feinchemikalienhersteller Fluka in Buchs (St. Gallen). Fluka war 1950 von den Schweizer Pharmafirmen Ciba, Geigy und Hoffmann-La Roche gegründet worden. (1988 hatte sich die Hoechst-Tochtergesellschaft Riedel-de Haën AG vergeblich um eine Übernahme von Fluka bemüht).
1991 zog sich Alfred Bader von der Unternehmensleitung zurück. Gleichzeitig wurde ein von ihm persönlich betreuter kleiner Bereich „Alfred-Bader-Chemicals – Library of Rare Chemicals“ umbenannt in „Sigma-Aldrich – Library of Rare Chemicals.“
Die Firma Supelco, ein Hersteller für analytische und chromatografische Materialien, wurde 1991 übernommen. Ab diesem Zeitpunkt war die europäische Marktführerschaft (bei Laborchemikalien) von E. Merck Darmstadt gebrochen. Den Laborchemikalien-Bereich „Riedel-de Haen“ übernahm Sigma-Aldrich 1996 von AlliedSignal Inc. (Bereits 1995 war Riedel-de Haen AG vom Hoechst-Konzern meistbietend als Ganzes ausgegliedert worden). 1998 ergänzte Sigma-Aldrich den präparativen Bereich um die Firma Carbolabs (Phosgenierungen). Mit 6000 Mitarbeitern erreichte Sigma-Aldrich im Jahre 2000 erstmals 1 Mrd. US$ Umsatz. Die Firma Isotec, ein führender Isotopenhersteller, wurde 2001 gekauft. Sigma-Aldrich überschritt 2007 die 2 Mrd. US$ Umsatzgrenze. Die Firma BioReliance wurde 2012 übernommen. Mit 8000 Mitarbeitern wurde 2013 ein Umsatz von 2,7 Milliarden US$ in 40 Ländern überschritten.
Am 22. September 2014 gab die Merck KGaA bekannt, Sigma-Aldrich für 17 Mrd. US$ (13,1 Mrd. Euro) übernehmen zu wollen. Die Übernahme aller Aktien zum Kurs von 140 US$/Aktie bedurfte der Zustimmung der Aktionäre von Sigma-Aldrich und der relevanten Aufsichtsbehörden. Nach Zustimmung der Aktionäre und der Aufsichtsbehörden schloss Merck am 18. November 2015 die Übernahme ab. Am 20. Oktober 2015 wurde Sigma-Aldrichs Europageschäft für Lösungsmittel und anorganische Stoffe an Honeywell verkauft.

## Geschäftsbereiche
Sigma-Aldrich bedient heute alle Bereiche der chemischen Forschung und unterteilte daher seine Geschäftsfelder in
- analytische Chemikalien und Chromatographie-Materialien
- Biochemische Materialien
- Laborchemikalien
- Laborbedarf, wissenschaftliche Literatur und sonstiges Equipment
- Bulk-Chemikalien und Auftragskleinproduktionen

Der Sigma-Katalog von 1998 enthielt den typischen Inhalt früherer Sigma-Kataloge, auf der Rückseite erschien der Hinweis auf die „Sigma-Aldrich-Firmengruppe“:

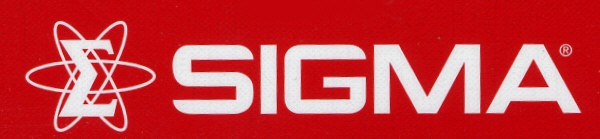
Biochemikalien
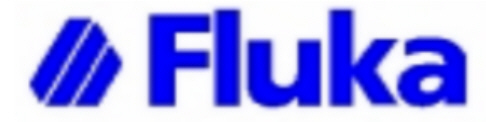
Organika und Anorganika
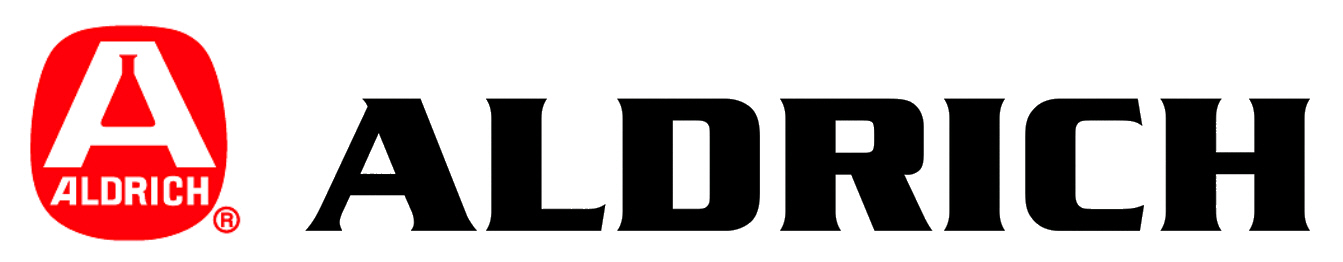
Spezialchemikalien
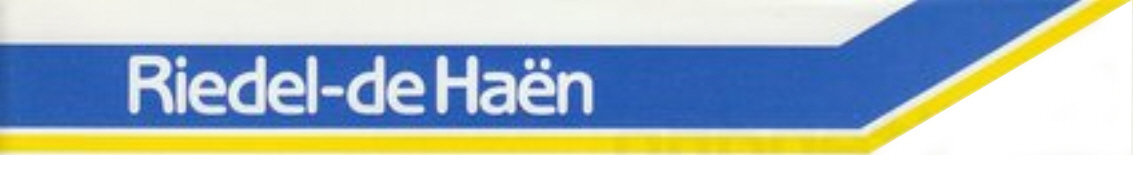
Laborchemikalien
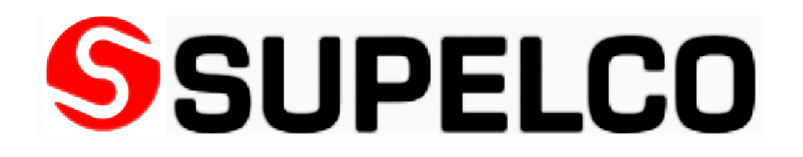
Chromatographie- produkte

Das Unternehmen hat in Deutschland Verkaufsniederlassungen in Hamburg-Hausbruch, Schnelldorf, Steinheim am Albuch und Taufkirchen (bei München); in der Schweiz in Buchs und St. Gallen sowie in Wien in Österreich.
Regelmäßig wird die Fachzeitschrift Material Matters herausgegeben.

## Aktien
Seit 1965 ist Sigma-Aldrich Corp. eine Aktiengesellschaft, deren Aktien von 1990 bis 2015 gehandelt wurden und im NASDAQ-100 Index notiert waren. Am 18. November 2015 erfolgte die Eingliederung in die Merck KGaA und am 31. Juli 2015 das Delisting im NASDAQ-100.